# موتور بهرامی
موتور بهرامی، روستایی از توابع بخش مرکزی شهرستان سراوان در استان سیستان و بلوچستان ایران است.

## جمعیت
این روستا در دهستان حومه قرار دارد و براساس سرشماری مرکز آمار ایران در سال ۱۳۸۵، جمعیت آن ۲۸۲ نفر (۵۱خانوار) بوده‌است.